# Roquebrune-sur-Argens
 Roquebrune-sur-Argens  (en occitano Ròcabruna d'Argenç) es una población y comuna francesa, que se encuentra en la región de Provenza-Alpes-Costa Azul, departamento de Var, en el distrito de Draguignan y cantón de Le Muy.

## Demografía
| 1 747 | 1 778 | 1 672 | 1 796 | 1 998 | 2 031 | 1 854 | 1 891 | 1 863 | 1 825 | 1 969 | 1 866 | 2 030 | 1 996 | 1 939 | 1 867 | 1 798 | 1 982 | 1 912 | 1 922 | 1 865 | 2 026 | 2 145 | 2 060 | 1 944 | 2 245 | 2 873 | 3 698 | 5 041 | 6 301 | 10 389 | 11 349 | 11 262 |
| Para los censos de 1962 a 1999 la población legal corresponde a la población sin duplicidades (Fuente: INSEE [Consultar]) |       |       |       |       |       |       |       |       |       |       |       |       |       |       |       |       |       |       |       |       |       |       |       |       |       |       |       |       |       |        |        |        |